# Плосковицький замок
Плосковицький замок (чеськ. Ploskovice) — замок доби бароко в селищі Плосковиці Літомержицького округу у Північній Чехії, палацового типу з нетиповим для країни розплануванням.

## Історичні дані
Місцевість відома з 11 століття. Як майно часто переходила від одного володаря до іншого. Деякий час була підпорядкована монашому ордену лицарів госпітальєрів.
В 16 ст. тут вибудували невеликий замок в стилі відродження. Він знову змінив декілька власників, допоки його успадкувала Анна Марія Тосканська, дружина Джованні Гастона ІІІ, одного з синів Тосканського герцога. Вони і були ініціаторами створення нового заміського палацу. Будівництво було занадто великим за коштами. Гадають, що рахунки та документи по будівництву були навмисне спалені, аби витрачена астрономічна сума не стала відомою загалу.

### Проєкт і таємниці авторства
За припущеннями, проєкт належить або італійському архітектору Октавіо Броджо, або це проєкт, що створив Кіліан Ігнац Дінценгофер, який працював у Празі. Безумовно, нетипове для замків Чехії розпланування належить високообдарованому митцю.
Замок будували у 1720—1730-х роках. Гадають, що схема за французьким типом: величний центральний корпус пов'язаний відкритими галереями з бічними павільйонами, що надає невеликому палацу просторового масштабу і величі. Схема швидко стала інтернаціональним надбанням і до неї звертались архітектори з різних європейських країн, що обслуговували аристократів. Серед них — Ніколо Мікетті з Італії (проєкт царського палацу, Стрєльна); Франсуа де Вааль з Фландрії (проєкт палацу в Дальніх Дубках); Бартоломео Растреллі і пізніше, у дещо зміненому варіанті, навіть майстри класицизму.

### Реалізація проєкту

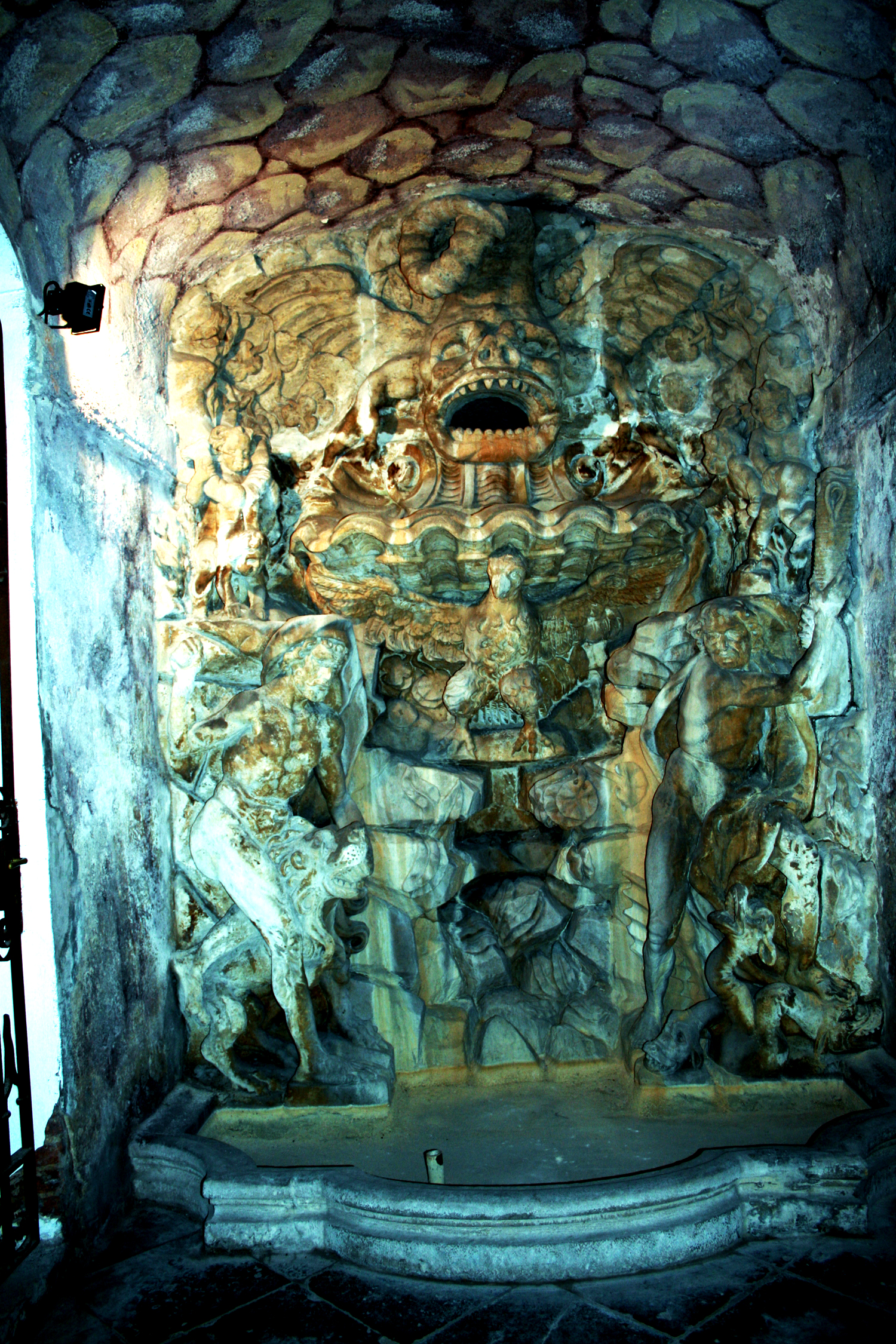
Грот замку Плосковіце

Замок побудували приблизно за 10 років, створили грот, прикрашений скульптурами гігантів, сад бароко з фонтанами. Кухні і службові приміщення мали окрему будівлю. Але збережені відомості про ремонти та відновлення живопису на початку 19 ст.

### 19—20 століття
Замок з  1805 р . став власністю королівської родини Габсбургів. З 1848 р. замок був літньою резиденцією короля Угорщини та Богемії (Чехії) Фердинанда V. У  1850 — 1853 рр. проведено черговий ремонт паркетів та оздоблення інтер'єрів в стилі неорококо (арх. Ян Бельський, худ. Йозеф Покорни, декоратор — Вацлав Леві.) По смерті Фердинанда V палац успадкував його племінник — Франц Йосиф I, король Чехії та Угорщини.

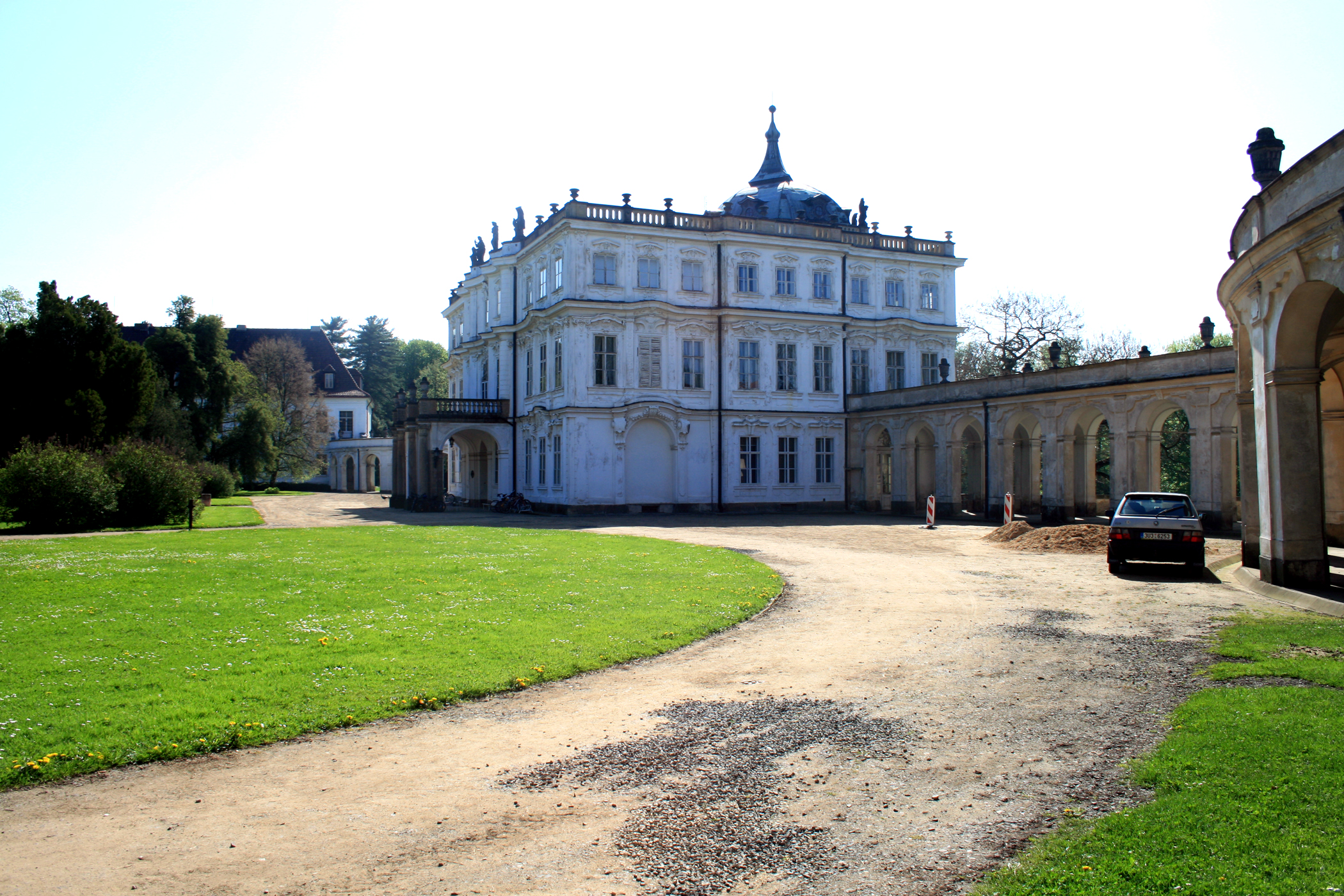
Парадний двір замку.

У  1919 р. землі та замок були тимчасово окуповані у ході 1-ї світової війни при спробі відірвати їх у новоствореної держави Чехія, коли розпалася Австрійська імперія. Замок був пошкоджений. Згодом землі і замок одержала Чехія, проведено ремонт і відновлення будівлі, а палац став літньою резиденцією чеського міністра закордонних справ. Перебував тут і президент тодішньої Чехословаччини Едвард Бенеш перед 2-ю світовою війною. В роки війни землі Чехії знов були окуповані фашистськими загарбниками, а замок використовувався як школа молодих нацистів.
У повоєнні роки замок і парк були державною власністю і належали місцевому сільськогосподарському кооперативу та місцевій школі. З 1952 р.замок та парк стали рахувати пам'яткою історії та мистецтва. Проведені реставраційні роботи у 1955—1958 та в 1980-х рр. по відновленню інтер'єрів та фасадів. Бічні павільйони зберегли пізніші перебудови і не відновлені за первісними формами. Сучасна площа парку дорівнює вісім гектарів. У палацових залах — виставка порцеляни, художнього скла і картин.

## Галерея

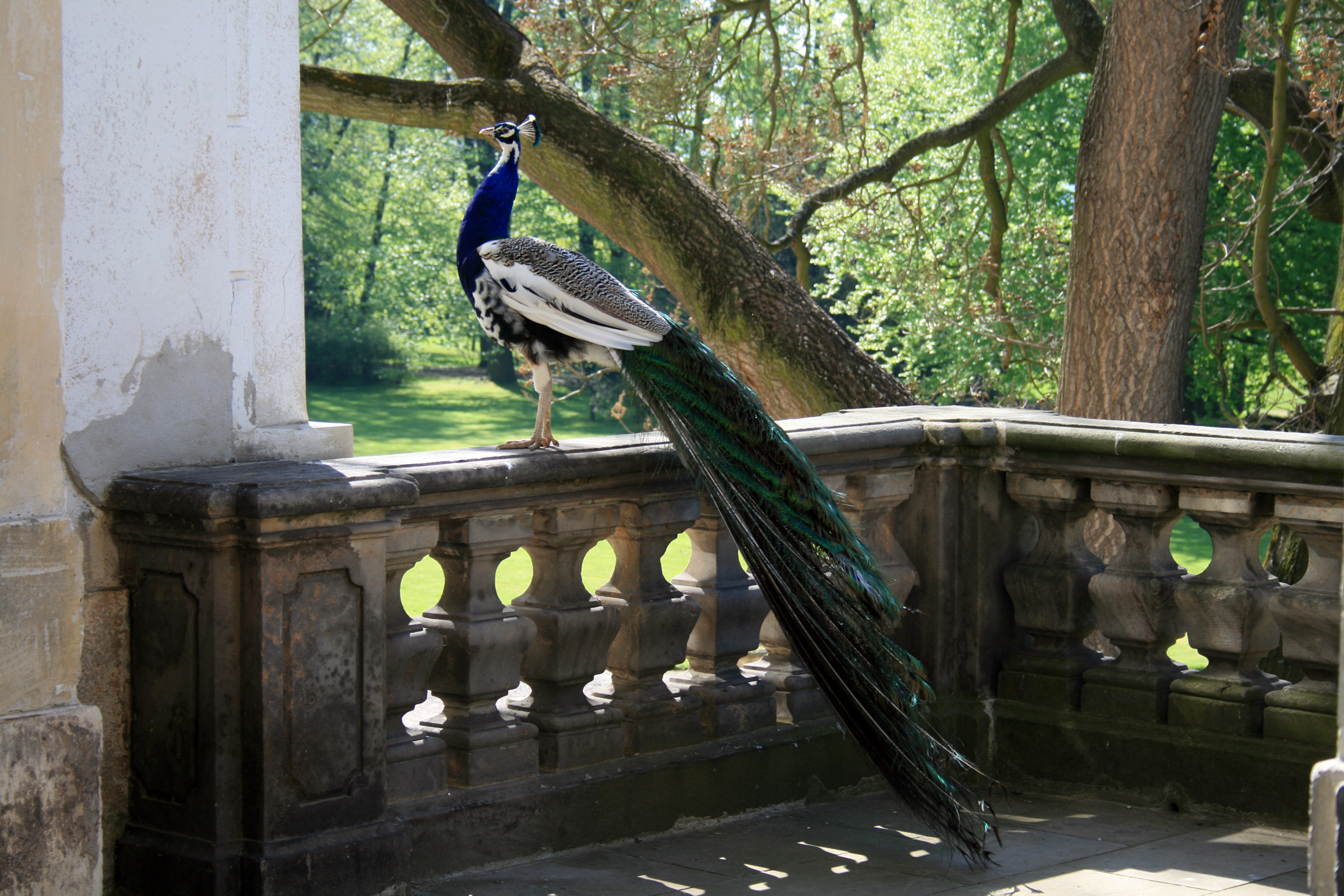
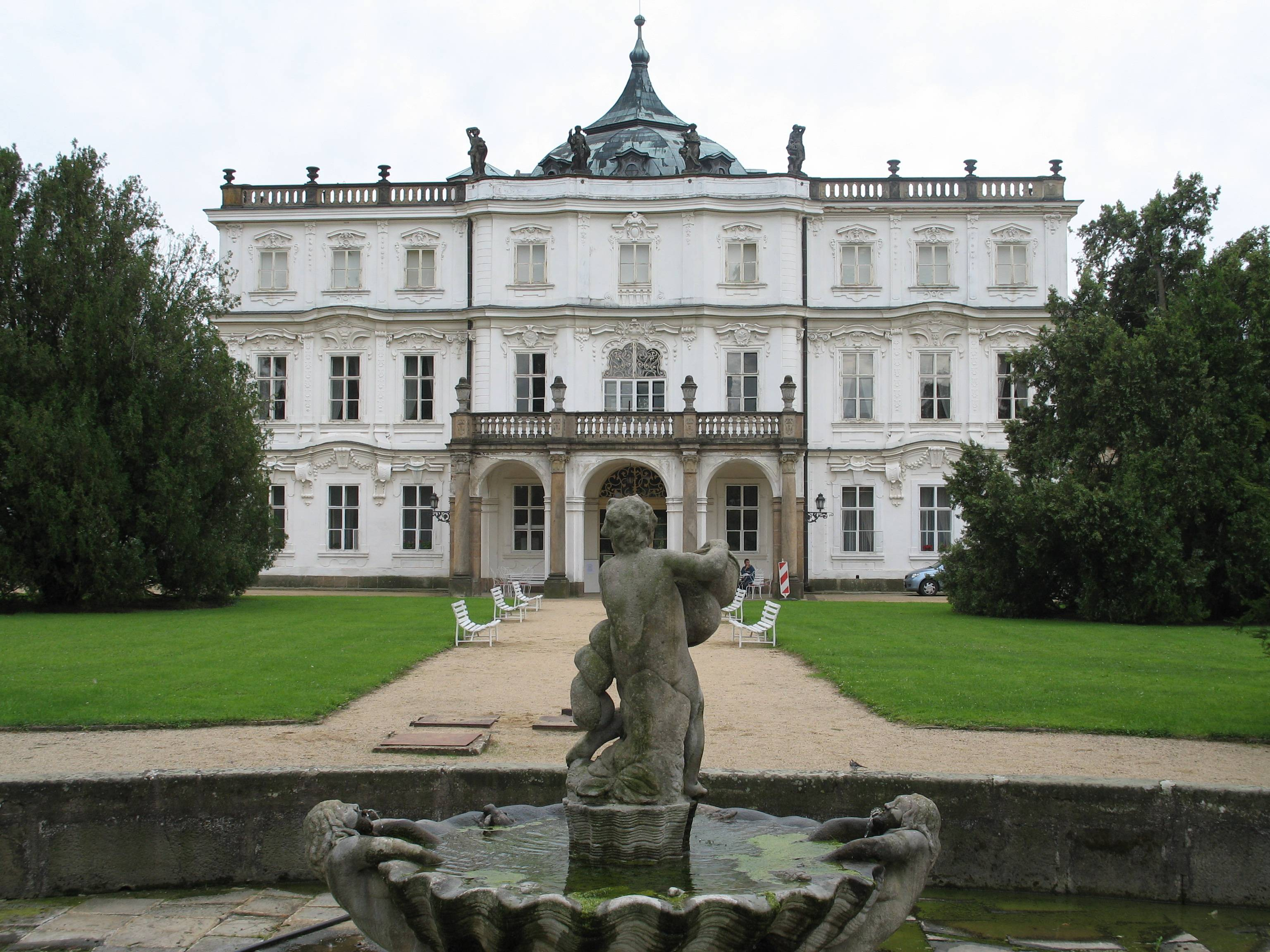
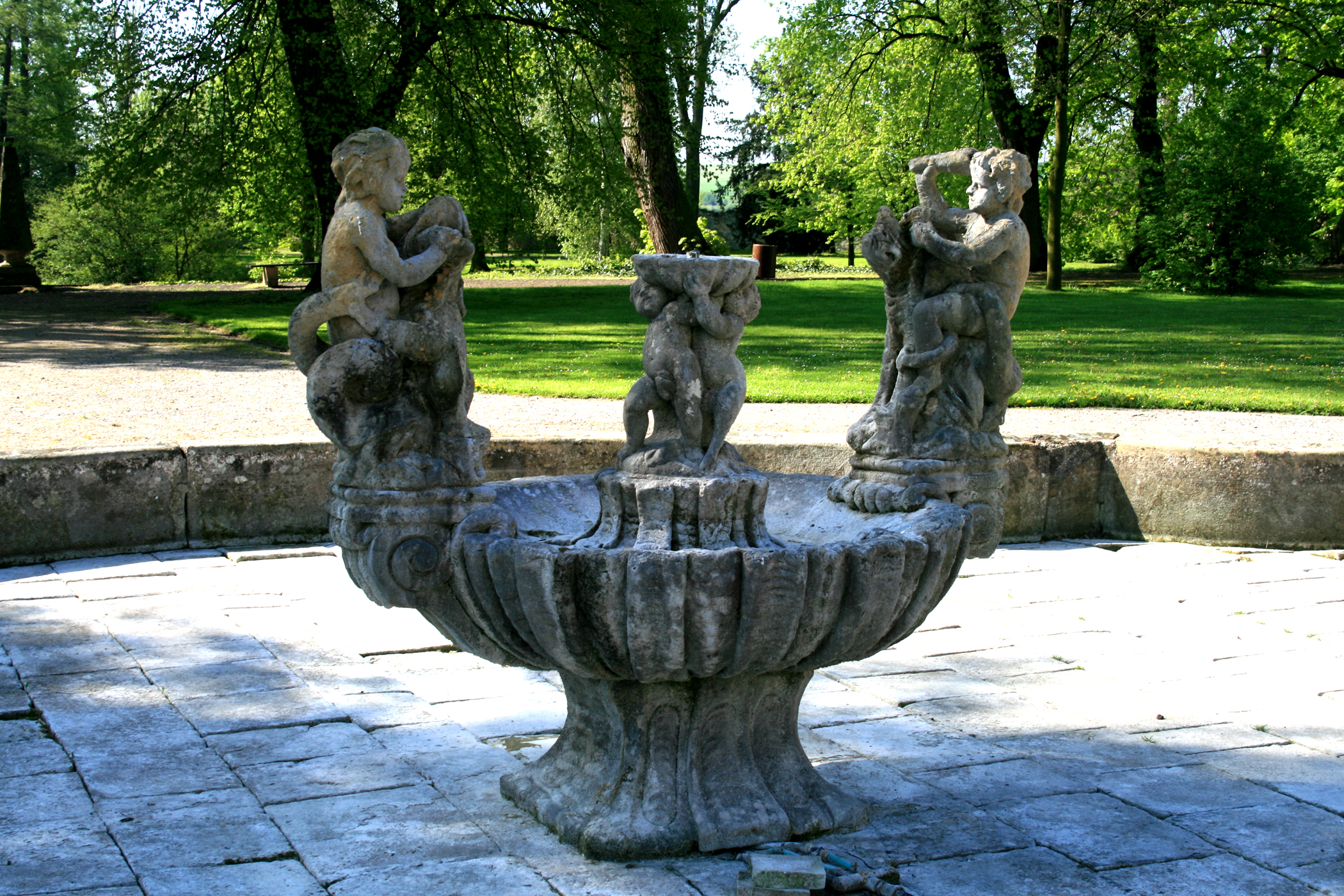
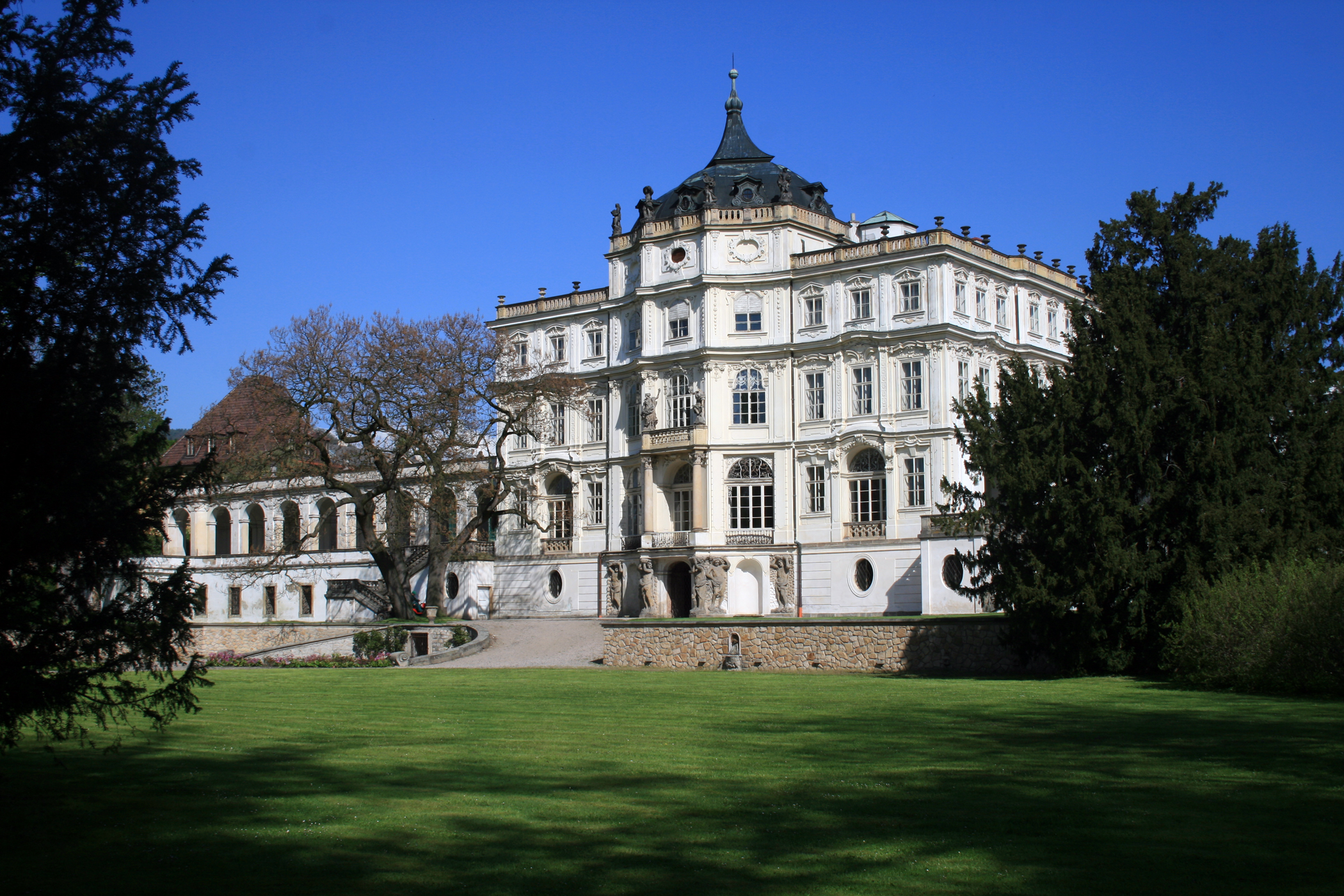